# Xã Welch, Quận Cape Girardeau, Missouri
Xã Welch (tiếng Anh: Welch Township) là một xã thuộc quận Cape Girardeau, tiểu bang Missouri, Hoa Kỳ. Năm 2010, dân số của xã này là 1.231 người.